# Cavendish, Vermont
Cavendish är en kommun (town) i Windsor County i den amerikanska delstaten Vermont med cirka 1 470 invånare (2000).  Kommunen Cavendish inkluderar byn Proctorsville. Kommunen har en yta på 102,8 km², därav 0,1 km² vatten(0,13%).

## Demografi
År 2000 fanns det 1 470 invånare, 617 hushåll (därav 159 med barn under 18 år) och 420 familjer i kommunen. Befolkningstätheten var 14,3 personer/km².